# تيكمي الجديد
تيكمي الجديد هي إحدى القرى شبه الحضرية التابعة لمنطقة ماسة بإقليم شتوكة آيت باها بجهة سوس ماسة درعة بالمغرب. لغة سكانها تاشلحيت وكلهم مسلمون.

## الجغرافية
تقع على الضفة الشرقية لوادي ماسة.
- الإحداثيات:

## طالع كذلك
- ماسة (المغرب).

## وصلات خارجية
| أقاليم محافظة سوس ماسة درعة | التقسيم الإداري لمحافظة سوس ماسة درعة | علم المغرب |
| إقليم تارودانت \| إقليم أغادير - أدا وتنان \| إقليم ورززات \| عمالة أنزكان - آيت ملول \| إقليم تيزنيت \| إقليم شتوكة آيت باها \| إقليم زاكورة \| إقليم سيدي إفني \| إقليم تنغير |                                       |            |